# Tiếng Pháp Thụy Sĩ

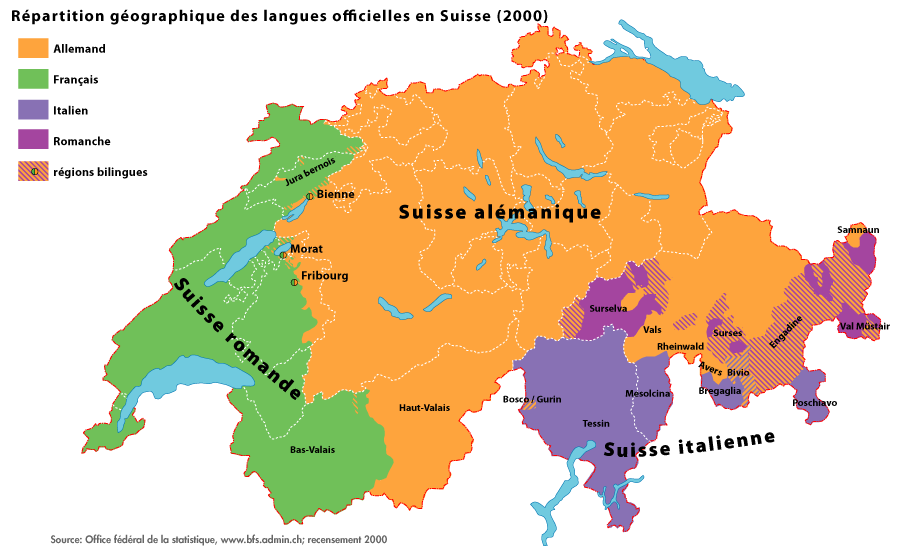
Vùng Suisse romande (màu xanh lá).

Tiếng Pháp được nói ở Thụy Sĩ chủ yếu là ở vùng Suisse romande với số lượng khoảng 1,48 nghìn người.
Tiếng Pháp ở Thụy Sĩ mang một số đặc điểm khác với tiếng Pháp ở Pháp và tiếng Pháp ở Bỉ. Một người Thụy Sĩ sẽ không có bất cứ khó khăn gì khi nghe một người Pháp nói tiếng Pháp, trong khi một người Pháp sẽ khá lạ lẫm với một số từ được sử dụng ở Thụy Sĩ.
Tiếng Pháp ở Thụy Sĩ dùng một số từ không có trong tiếng Pháp gốc như septante (70), huitante (80), nonante (90) (trong tiếng Pháp gốc là soixante-dix, quatre-vingt, quatre-vingt-dix), hay những từ có gốc tiếng Đức như mouttre, witz, poutser. Hiện tượng này được sinh ra do việc sinh sống gần nhau giữa những người nói tiếng Pháp và những người nói tiếng Đức, làm cho một số từ tiếng Đức được đưa vào luôn trong tiếng Pháp.
Năm 1970, số người dùng tiếng Pháp ở Thụy Sĩ chiếm 18,1% dân số, năm 1980 là 18,4%, năm 1990 là 19,4% và vào năm 2000 đạt đến 20,4%. Trong khi số lượng người dùng tiếng Đức ở Thụy Sĩ lại có xu hướng giảm (72,6% dân số năm 1941 và 63,7% năm 2000).

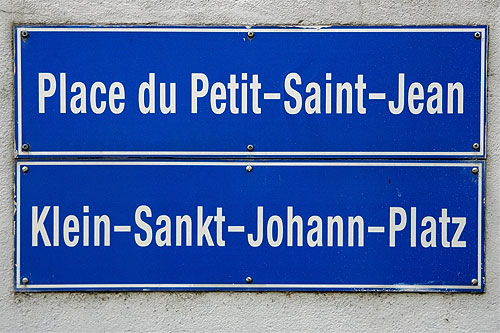
Bảng chỉ dẫn bằng tiếng Pháp và tiếng Đức ở Fribourg (Thụy Sĩ)